# W Series
W Series fue un campeonato femenino de automovilismo que inició en 2019. Fue anunciado en octubre de 2018, con el objetivo de promocionar la participación femenina en el automovilismo mundial. El chasis a utilizar es el Tatuus T-318 de Fórmula 3, operados por Hitech GP, motorizado por Alfa Romeo, y su primera temporada tuvo un cupo de 18 pilotos. Las carreras se llevaron a cabo en seis rondas en circuitos europeos, junto al DTM.
La serie se lanzó públicamente el 10 de octubre de 2018. Fue creado en respuesta a la falta de mujeres corredoras que progresaran a los niveles más altos del automovilismo, particularmente la Fórmula 1. La ganadora recibe €500 000 por parte del campeonato. Las ocho primeras, al finalizar el campeonato, reciben puntos para la Superlicencia, de las cuales la primera suma 15.
Entre los directivos de la categoría están Adrian Newey, David Coulthard, Catherine Bond Muir, Dave Ryan, Matt Bishop y Tim Crow.
Se celebraron 3 temporadas en 2019, 2021 y 2022 con una temporada planeada para 2020 que fue cancelada por la pandemia por coronavirus. En 2022, mientras la categoría enfrentaba problemas económicos, otra categoría exclusiva para mujeres, la F1 Academy fue establecida. Un par de meses después la W Series fue disuelta y la empresa a cargo de la categoría liquidada.
Las tres temporadas fueron ganadas por la británica Jamie Chadwick.

## Campeonas

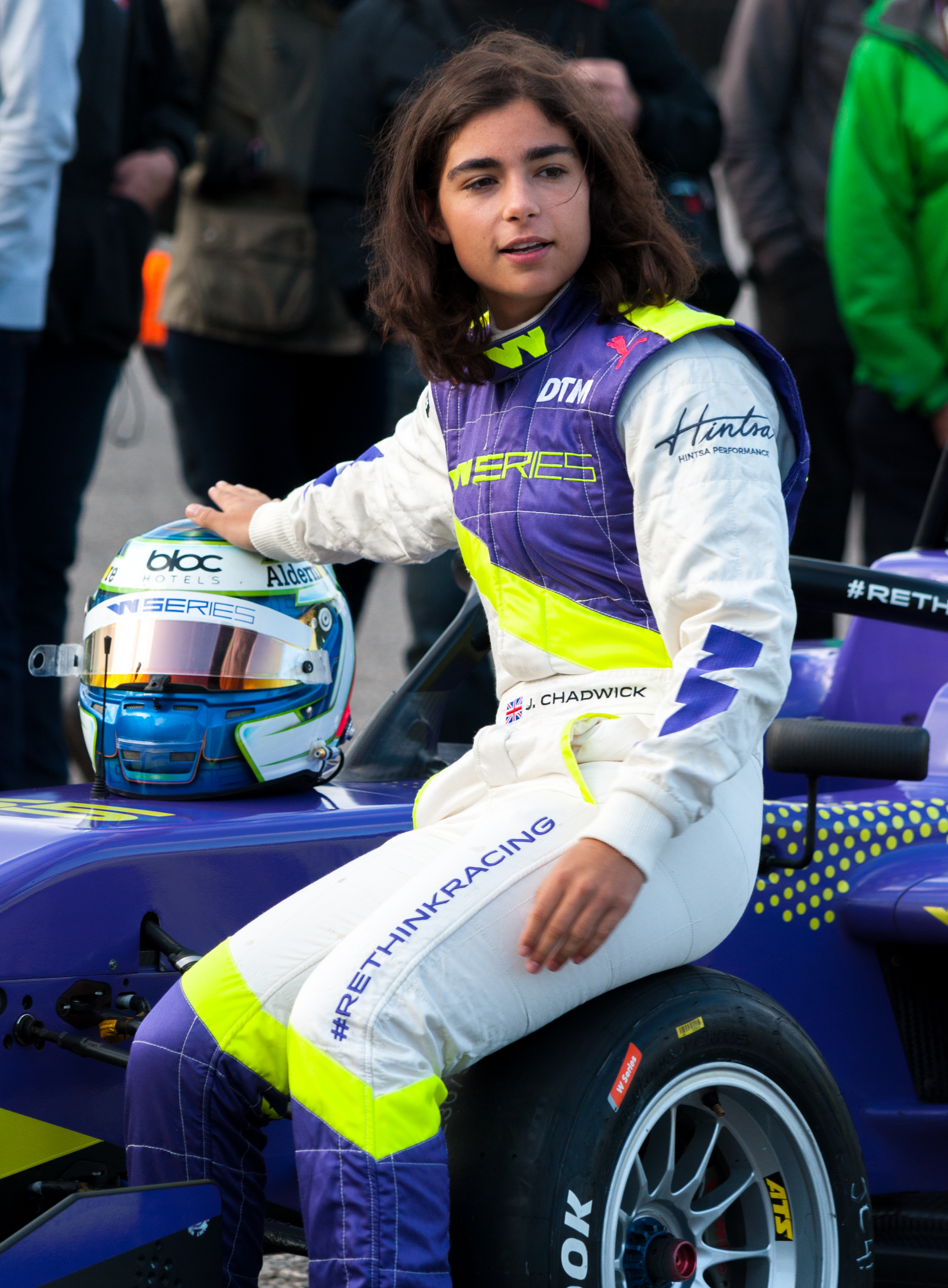
Jamie Chadwick fue la campeona de las temporadas de 2019, 2021 y 2022.

| Año  | Piloto         | Ref.      |
| ---- | -------------- | --------- |
| 2019 | Jamie Chadwick | [ 11 ]    |
| 2020 | Cancelada      | Cancelada |
| 2021 | Jamie Chadwick | [ 12 ]    |
| 2022 | Jamie Chadwick | [ 13 ]    |

## Resumen estadístico

### Estadísticas de pilotos
| N.º     | Piloto          | Victorias |
| ------- | --------------- | --------- |
| 1       | Jamie Chadwick  | 11        |
| 2       | Alice Powell    | 5         |
| 3       | Emma Kimiläinen | 2         |
| 4       | Beitske Visser  | 1         |
| 4       | Marta García    | 1         |
| Fuente: |                 |           |

| N.º     | Piloto            | Poles |
| ------- | ----------------- | ----- |
| 1       | Jamie Chadwick    | 10    |
| 2       | Alice Powell      | 3     |
| 3       | Emma Kimiläinen   | 2     |
| 4       | Beitske Visser    | 1     |
| 4       | Fabienne Wohlwend | 1     |
| 4       | Abbi Pulling      | 1     |
| 4       | Nerea Martí       | 1     |
| 4       | Beitske Visser    | 1     |
| Fuente: |                   |       |

| N.º     | Piloto            | Podios |
| ------- | ----------------- | ------ |
| 1       | Jamie Chadwick    | 18     |
| 2       | Alice Powell      | 12     |
| 3       | Emma Kimiläinen   | 8      |
| 4       | Beitske Visser    | 6      |
| 5       | Fabienne Wohlwend | 3      |
| 5       | Marta García      | 3      |
| 5       | Abbi Pulling      | 3      |
| 5       | Nerea Martí       | 3      |
| 9       | Sarah Moore       | 1      |
| 9       | Irina Sidorkova   | 1      |
| 9       | Jessica Hawkins   | 1      |
| 9       | Belén García      | 1      |
| Fuente: |                   |        |

## Críticas
La W Series ha enfrentado críticas desde que se anunció públicamente, y los oponentes de la serie afirmaron que la categoría segregará a las corredoras en lugar de promover su inclusión en las series establecidas.
La piloto británica de la IndyCar Series, Pippa Mann, respondió al anuncio de la serie en Twitter, diciendo: «Qué día tan triste para el automovilismo. Aquellos que tienen fondos para ayudar a las corredoras están optando por segregarlas en lugar de apoyarlas. Estoy profundamente decepcionada de ver tal paso histórico hacia atrás se produce en mi vida».
La también piloto Charlie Martin se hizo eco de las opiniones de Mann sobre la segregación y afirmó: «Esta serie se basa en la segregación y, si bien puede crear oportunidades para algunas mujeres conductoras, envía un mensaje claro de que la segregación es aceptable. No discriminamos en el deporte por motivos de raza, por lo que es particularmente chocante que consideremos aceptable hacerlo en función del género en 2018. Como corredores, queremos competir contra los mejores conductores, independientemente de su edad, raza, orientación sexual o género, y demostrar que somos los mejores en lo que hacemos».
La expiloto de Fórmula E y exprobadora de Sauber F1, Simona de Silvestro, ha sugerido que el fondo de premios de USD$ 1,5 millones se invertiría mejor en un sistema de becas para apoyar el desarrollo del talento en una gama más amplia de disciplinas del automovilismo. «Si realmente hay tanto dinero para la serie, hay algunas chicas que han sido bastante competitivas en la serie junior. Parece que todo el mundo está luchando para conseguir la oportunidad. Si miras el programa de jóvenes pilotos de Red Bull o de Mercedes, estos niños de alguna manera siempre entran en los mejores equipos y luego están ganando. Creo que, personalmente, habría sido mejor hacer algo como el programa Red Bull y asegurarme de que algunas chicas tengan una oportunidad en un equipo realmente bueno.»
Claire Williams, en ese momento subdirectora del equipo Williams de Fórmula 1, inicialmente fue crítica con la serie y sintió que era análoga a la segregación. Sin embargo, más tarde se retractó de esto y elogió la serie por promover a las mujeres en los deportes de motor.